# Auguste Pidou

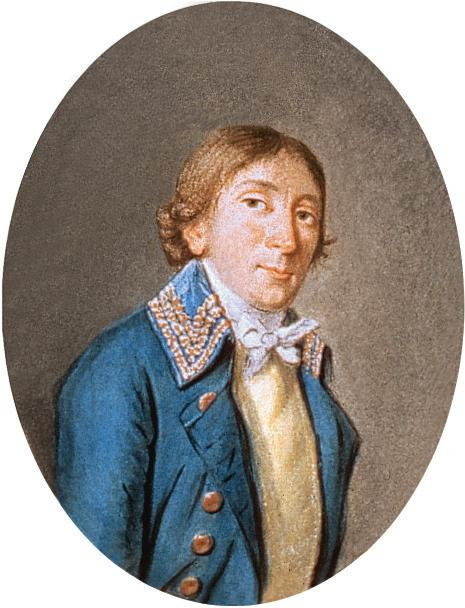
Porträt von Auguste Pidou als helvetischem Senator an der Consulta in Paris, um 1802

Auguste Pidou (* 30. März 1754 in Grancy; † 14. Mai 1821 in Lausanne) war ein Schweizer Politiker.

## Biografie
1771 absolvierte Pidou das Studium in Theologie in Lausanne und 1772 in Genf. 1775 wurde er ordiniert. 1776 absolvierte er ein Studium in Rechtswissenschaften in Strassburg, wo er als Hauslehrer Prinz Charles-Alexandre de Gavre unterrichtete. Von 1777 bis 1778 war er Lehrer am Philanthropinum in Dessau. Ein Jahr später in Paris, bildete er sich in Naturwissenschaften und Sprache weiter. 1780 reiste er nach England und wurde Hauslehrer mehrerer junger Adliger, mit denen er Europa bereiste. 1793 liess er sich in Lausanne nieder und wurde am 24. Januar 1798 Mitglied der provisorischen Versammlung der Waadt. Am Gericht des Kantons Léman war er öffentlicher Ankläger und wurde im Dezember 1800 vom Vollziehungsrat, der neuen konservativen Regierung der Helvetischen Republik, abgesetzt. 1801 war er Abgeordneter in der helvetischen Tagsatzung, wurde 1802 Mitglied der Notabelnversammlung, des Senats, und war von 1802 bis 1803 Deputierter an die Consulta. Vom März bis April 1803 gehörte er der Vollziehungskommission an, 1803 bis 1814 dem Waadtländer Kleinrat und von 1814 bis 1821 dem Staatsrat, in welchem er mehrmals Landammann war.
Am Ende der Mediation riet er dem österreichischen General Ferdinand von Bubna in Lausanne davon ab, den Plan einer Rückführung von Waadt unter die Berner Herrschaft weiterzuverfolgen. 1811, 1812 und 1817 war er Gesandter an die eidgenössische Tagsatzung. 1814 war er Mitglied der Revisionskommission der Waadtländer Verfassung und von 1806 bis 1814 Präsident des Schulrats.